# Dissonus furcatus
Dissonus furcatus is een eenoogkreeftjessoort uit de familie van de Dissonidae. De wetenschappelijke naam van de soort is voor het eerst geldig gepubliceerd in 1950 door Kirtisinghe.